# Tây Nguyên

Tây Nguyên (Centrale Hooglanden) een regio in Vietnam

Tây Nguyên vertaald in het Nederlands als de Centrale Hooglanden is een regio in Vietnam. Het omvat de provincies Đắk Lắk, Đắk Nông, Gia Lai, Kon Tum en  Lâm Đồng.